# غينادي بافلوفيتش ياكوفليف
غينادي بافلوفيتش ياكوفليف (7 يونيو 1938 – 12 يناير 2024) هو عالم نبات روسي. تولى إدارة أكاديمية سانت بطرسبرغ الحكومية للكيميائيات الصيدلانية.